# Central nuclear de Taechon
La Central Nuclear de Taechon es una planta nuclear de Corea del Norte. Se encuentra ubicado en el distrito de Taechon, Provincia del Phyongan. La construcción de Taechon se inició a principios de 1990 como parte de un acuerdo firmado con los Estados Unidos y abandonado en 1994. Era un reactor (tipo de grafito-gas) Magnox 200 MWe que se puede utilizar para producir plutonio. El primer reactor del mismo tipo fue la de Calder Hall en el Reino Unido que se utilizó para producir plutonio para la bomba atómica británica.
Se cree que su reactor se encuentra en actividad.